# Princesita
 Princesita  es una película de coproducción de Chile, España y Argentina filmada en colores dirigida por Marialy Rivas sobre su propio guion escrito  con Camila Gutiérrez y la colaboración de Manuela Infante que se estrenó el 20 de septiembre de 2018 y que tuvo como actores principales a Sara Caballero, Marcelo Alonso	y María Gracia Omegna. La película está inspirada en hechos reales sucedidos en el sur de Chile.

## Sinopsis
Una nena de 12 años abandonada por su madre hace tiempo a la custodia de un gurú patagónico que vive con sus seguidores en una comuna luminosa en lo exterior, pero llena de ingredientes oscuros, averigua que ha sido elegida por el Maestro para convertirla en la madre sus hijos, pero la exploración sexual con un compañero de colegio  tendrá consecuencias no previstas. 

## Reparto
Participaron del filme los siguientes intérpretes:
- Sara Caballero -Tamara
- Marcelo Alonso - Miguel
- María Gracia Omegna - Profesora
- Nathalia Acevedo - Mujer joven de la secta
- Stefano Mardones
- Alan Daicz - Joven moreno de la secta
- Rafael Federman - Joven rubio de la secta
- Agustín Silva - Joven de la secta
- Nahuel Cantillano - Compañero de colegio
- Emiliano Jofre - Santiago
- Isidora Amengual
- Sara Becker
- Aline Küppenheim - Voz de Tamara adulta
- Isidora Uribe - Compañera de curso

## Comentarios
Guy Lodge en Variety opinó:

”Marialy Rivas lanza una verdadera banana split de floridas técnicas formales a la pantalla alternando enfoques entre un inquietante despertar adolescente y una terapia de choque de cine extremo; llama la atención, pero el estilo intranquilo y ajetreado de la película hace poco por profundizar la narrativa sensacionalista de abuso infantil en su centro. El atrevido imprimatur…le dará una ventaja a los distribuidores internacionales, pero “Princesita” resulta frustrantemente tan evasiva como incendiaria.”

Diego Curubeto en Ámbito Financiero opinó:

”…la directora escogió un tono no del todo naturalista… tampoco es un film fantástico, ni de terror, pese a que el tema era lo bastante tremendo como para exceder el drama sobre una secta. …En una actuación que sorprende por lo sólida, Sara Caballero es la niña que pronto descubre que el Maestro la ha escogido para convertirla en la madre de su sucesor….Si bien la historia es atrapante, el ritmo a veces varía demasiado. La directora Marialy Rivas tiene un estilo personal que da lugar a imágenes formidables, apropiadas para personajes de un culto extraño, y su narrativa se basa en llevar la acción a situaciones estáticas que de golpe explotan a lo grande”.

Randy Meeks en el sitio web cineenserio.com opinó:

” Hay algo en Princesita que no termina de funcionar. Y es una pena, porque en su interior hay, efectivamente, una gran película. Quizá sea la impostada y excesivamente literaria voz en off, o que nunca termine de explorarse el mundo en el que vive, o, simplemente, que esta historia ya la hemos visto antes.Princesita…no teme al mostrarnos relaciones sexuales tabú (no explícitas, claro) ni intenta que la niña realice una poco plausible venganza planificada. Todo lo que ocurre toma como punto de inicio el realismo, y a partir de ahí apenas trata de dar un par de giros de tuerca, siempre sin estirar demasiado la cuerda.

## Premios y nominaciones
Festival de Cine del Sur de Oslo 2018
- Princesita nominada al Premio Nuevas Voces

Festival de Cine Raindance 2018
- Princesita ganadora del Gran Premio del Jurado

Festival Internacional de Cine de San Sebastián 2017
- Marialy Rivas nominada al Premio Nuevos Directores por Princesita.